# Nicholle Tom
Nicholle Marie Tom (n. 23 martie 1978, Hinsdale⁠(d), Comitatul DuPage, Illinois, SUA) este o actriță americană. Aceasta este cunoscută pentru rolul lui Ryce Newton din Beethoven - un câine puțin prea mare (1992), Beethovenii⁠(d) (1993) și serialul Beethoven⁠(d) (1994-1995), respectiv rolul lui Maggie Sheffield⁠(d)  în serialul Dădaca. A realizat dublajul pentru personajul Supergirl⁠(d) din universul DC⁠(d).

## Biografie
Tom are un frate geamăn, David Tom⁠(d), cunoscut pentru rolul lui Billy Abbott⁠(d) din Tânăr și neliniștit, și o soră mai mare, Heather Tom⁠(d), cunoscută pentru rolul lui Katie Logan⁠(d) din Dragoste și putere, respectiv rolul Victoriei Newman din Tânăr și neliniștit din 1990 până în 2003.

### Cariera
În 1992, Tom a interpretat rolul surorii lui Scott Scanlon, Sue, în Beverly Hills, 90210. În 1992 și 1993, a apărut în rolul lui Ryce Newton în filmele de succes Beethoven și Beethovenii. Aceasta nu a apărut în următoarele filme deoarece s-a maturizat, însă a realizat dublajul pentru personajul Ryce în versiunea animată.
Din 1993 până în 1999, a interpretat rolul lui Maggie Sheffield, fiica cea mare a domnului Sheffield, în serialul Dădaca.:742-743
Tom a fost membru al distribuției lui Jim Henson Presents Mother Goose Stories în 1997-98.:534 Din 1998 până în 2006, ea a realizat dublajul pentru Supergirl.
A jucat-o pe Sarah Bryann în filmul de televiziune Pe gheața subțire⁠(d) (2000) și pe Tracy în Atac de panică⁠(d). În 2001, a interpretat-o pe Cassie, o reporteră adolescentă, în Prințesa îndărătnică⁠(d).
În 2006, a apărut în serialul The Minor Accomplishments of Jackie Woodman⁠(d) în rolul Tarei,:693 un subaltern la o companie de producție de film. A avut un rol minor în episodul „Loose Ends” al serialului Spion pe cont propriu⁠(d).
În martie 2008, a apărut în filmul Obsesie maternă⁠(d). A jucat alături de fratele său - David - în episodul „Damage” al serialului Minți criminale⁠(d). De asemenea, a apărut și într-un episod din Cu sânge rece⁠(d).
Este concurentă în sezonul 24 al emisiunii Worst Cooks in America⁠(d), a șaptea sa ediție pentru celebrități intitulată intitulată That's So'90s, difuzată în aprilie și mai 2022.

## Filmografie

### Filme
| An   | Titlu                                       | Rol                    | Note        |
| ---- | ------------------------------------------- | ---------------------- | ----------- |
| 1992 | Beethoven                                   | Ryce Newton            |             |
| 1993 | Beethoven's 2nd                             | Ryce Newton            |             |
| 1994 | Season of Change                            | Sally Mae Parker       |             |
| 1996 | For my Daughter’s Honor                     | Amy Dustin             |             |
| 1996 | What Kind of Mother Are You?                | Kelly Jameson          |             |
| 1999 | The Sterling Chase                          | Alexis                 |             |
| 2000 | Ice Angel                                   | Sarah Bryan/Matt Clark |             |
| 2000 | Urban Chaos Theory                          | The Girl               | Scurtmetraj |
| 2000 | Panic                                       | Tracy                  |             |
| 2000 | Rave                                        | Sadie                  |             |
| 2001 | Robbie's Brother                            | Andrea                 |             |
| 2001 | The Princess Diaries                        | Teen Reporter Cassie   |             |
| 2003 | A mi amor mi dulce                          | Chickpea               | Scurtmetraj |
| 2005 | In Memory of My Father                      | Nicole                 |             |
| 2006 | Bottoms Up                                  | Penny Dhue             |             |
| 2006 | The Strange Case of Dr. Jekyll and Mr. Hyde | Carla Hodgkiss         |             |
| 2010 | My Family's Secret                          | Lara Darcie            |             |
| 2011 | Just Like Her                               | Ashley Marston         | Scurtmetraj |
| 2012 | Hang Loose                                  | Nikki                  |             |
| 2014 | Mi corazón                                  | Becca                  | Scurtmetraj |
| 2014 | Private Number                              | Katherine Lane         |             |
| 2014 | 3's a Couple                                | Michelle               |             |
| 2015 | Satan's Return                              | Katie                  |             |
| 2017 | The Sterling Chase                          | Alexis                 |             |
| 2017 | F the Prom                                  | Principal Statszill    |             |
| 2018 | Blink                                       | Irene                  | Scurtmetraj |
| 2019 | The Scrap County Murders                    | Sandy                  | Scurtmetraj |

### Seriale
| An        | Titlu                                       | Rol                           | Note                                                                                    |
| --------- | ------------------------------------------- | ----------------------------- | --------------------------------------------------------------------------------------- |
| 1990      | Jim Henson Presents Mother Goose Stories    |                               | emisiune de televiziune                                                                 |
| 1991      | The Fresh Prince of Bel-Air                 | Zoey                          | Episodul: "The Butler Did It"                                                           |
| 1992      | Beverly Hills, 90210                        | Sue Scanlon                   | Episoadele: "Song of Myself", "Highwire", "Home and Away", "A Presumption of Innocence" |
| 1993      | Bloodlines: Murder in the Family            | Jacy Woodman                  | film de televiziune                                                                     |
| 1993–1999 | The Nanny                                   | Margaret 'Maggie' Sheffield   | Rol principal (141 de episoade)                                                         |
| 1994      | Beethoven                                   | Ryce Newton (voice)           | Rol principal (13 episoae)                                                              |
| 1997      | Unwed Father                                | Melanie Crane                 | film de televiziune                                                                     |
| 1998      | Welcome to Paradox                          | Delphi B.                     | Episodul: "The Girl Who Was Plugged In"                                                 |
| 1998      | The New Batman Adventures                   | Kara Kent / Supergirl (voice) | Episodul: "Girls' Nite Out"                                                             |
| 1998–2000 | Superman: The Animated Series               | Kara Kent / Supergirl (voice) | Rol episodic (5 episoade)                                                               |
| 2000      | Ice Angel                                   | Sarah Bryann                  | film de televiziune                                                                     |
| 2003      | Strong Medicine                             | Cherie / Sharon / Sharona     | Episodul: "Love and Let Die"                                                            |
| 2004      | The Book of Ruth                            | Ruth                          | film de televiziune                                                                     |
| 2004–2006 | Justice League Unlimited                    | Supergirl / Various (voice)   | Rol episodic (7 episoade)                                                               |
| 2006      | Windfall                                    | Elisa                         | Episoade: "Pilot", "The Getaway", "There and Gone Again"                                |
| 2006–2007 | The Minor Accomplishments of Jackie Woodman | Tara Wentzel                  | (16 episoade)                                                                           |
| 2007      | The Wedding Bells                           | Laine Hill                    | Episoadele: "For Whom the Bell Tolls", "Party Cloudy, with a Chance of Disaster"        |
| 2007      | Burn Notice                                 | Melissa Fontenau              | Episodul: "Loose Ends, Part 1"                                                          |
| 2008      | Her Only Child                              | Lily Stanler                  | film de televiziune                                                                     |
| 2008      | Criminal Minds                              | Connie Galen                  | Episodul: "Damaged"                                                                     |
| 2008      | Cold Case                                   | Priscilla Chapin              | Episodul: "Ghost of My Child"                                                           |
| 2009      | The Mentalist                               | Marilyn Monroe                | Episodul: "A Dozen Red Roses"                                                           |
| 2009      | Without a Trace                             | Molly Samson                  | Episodul: "Labyrinths"                                                                  |
| 2009      | Mental                                      | Melissa Ranier                | Episodul: "A Beautiful Delusion"                                                        |
| 2009      | Something Evil Comes                        | Romy Webster                  | film de televiziune                                                                     |
| 2010      | Castle                                      | Cindy Mann                    | Episodul: "The Late Shaft"                                                              |
| 2011      | I Met a Producer and Moved to L.A.          | Emily                         | film de televiziune                                                                     |
| 2013      | Fatal Performance                           | Dana Tilly                    | film de televiziune                                                                     |
| 2013      | Masters of Sex                              | Maureen                       | Episoadele: "Race to Space", "Standard Deviation"                                       |
| 2014      | About a Boy                                 | Debby                         | Episodul: "About a Christmas Card"                                                      |
| 2015      | Stalker                                     | Zoe Parsons                   | Episodul: "My Hero"                                                                     |
| 2015      | Gotham                                      | Miriam Loeb                   | Episodul: "Everyone Has a Cobblepot"                                                    |
| 2015      | Survivor's Remorse                          | Hazel-Fay                     | Episodul: "Homebound"                                                                   |
| 2016      | I Didn't Kill My Sister                     | Heather                       | film de televiziune                                                                     |
| 2017      | Hollywood Darlings                          | Herself                       | Episodul: "The Bev Witch Project"                                                       |
| 2017      | Do I Say I Do?                              | Nora                          | film de televiziune                                                                     |
| 2018      | Rent-an-Elf                                 | Jojo                          | filme de televiziune                                                                    |
| 2018      | Walk the Prank                              | Anne Shuster                  | 4 episoade                                                                              |
| 2022      | Worst Cooks in America                      | Herself                       | Concurent (sezonul 24)                                                                  |